# 颱風戈登 (1989年)
颱風戈登（英語：Typhoon Gordon，菲律賓大氣地球物理和天文服務管理局：Goring）是1989年太平洋颱風季中兩個最強的热带气旋之一（另一個是颱風愛茜），風暴於7月9日形成，在7月19日消散，維持了約十天。戈登最初源自太平洋洋面的單一积雨云，它在北马里亚纳群岛附近發展為熱帶低氣壓，並在沿西南偏西方向移動時迅速組織，到7月13日成為一股颱風，隨後的一段時間再經歷快速增強。兩日後，它達到萨菲尔-辛普森等级中最高的第五級，一分鐘平均風力估值260公里每小時的巔峰強度。它吹襲菲律賓北部後，經過南海並逐漸減弱，同時影響臺灣、香港及澳門，最終在7月18日登陸中國大陸廣東省沿岸，翌日消散。
戈登為菲律賓和華南地區造成廣泛的破壞和人命傷亡，同時導致皇家香港天文台繼颱風布倫達後，需要懸掛該年第二個八號烈風或暴風信號，鄰近的澳門地球物理暨氣象台更一度掛起該年第二個九號風球。在菲律賓全國，颱風造成90人死亡，估計有12萬人無家可歸。中國大陸方面，儘管颱風吹襲時強度已降低，但豐沛的雨水造成洪水氾濫，破壞更為嚴重，幾個沿海城市一度被完全淹沒，當地有30人罹難，損失達12億人民幣或3.19億美元。至於外海及香港則分別有14人及2人罹難。

## 氣象歷史
7月初，整個西北太平洋洋面在熱帶對流層上部槽的籠罩下出現廣泛陣雨和雷暴，到7月9日，位處威克島以西的單一积雨云與熱帶對流層上部槽串聯，並迅速組織起來。7月11日，其中心密集雲團區開始形成，並很快得到足夠組織能力，以使美國聯合颱風警報中心宣布它成為熱帶低氣壓，及給予編號11W，當時其位於北马里亚纳群岛以東約320公里處。該熱帶低氣壓的發展有兩種方式是前所未見的，其一是單一雲團能夠發展成热带气旋，其二是它在冷心低壓的狀態下成為熱帶系統。
在它被歸類為一個熱帶氣旋之後，受其北面的強盛副熱帶高壓脊的偏東氣流引導下，向西移動，時速23公里，隨後更改為採取西南偏西方向移動，聯合颱風警報中心在7月12日估計它已增強成熱帶風暴，於是將其命名為戈登。臺灣交通部中央氣象局在同日，將其升格為輕度颱風。菲律賓大氣地球物理和天文服務管理局基於這風暴進入菲律賓責任區，亦開始對其進行監測並給予其菲律賓名稱「Goring」。在7月13日下午，戈登短暫地向西南移動的同時，美方將其升格為颱風，然後它在當晚轉回偏西路徑。至於皇家香港天文台於同日開始監測此風暴，先將其升格為強烈熱帶風暴，再在翌日進一步升格為颱風，此時它集結在馬尼拉東南偏東1130公里。中央氣象局則在該日，將其升格為中度颱風。
隨著熱帶對流層上部槽逐漸變暖，戈登的外流雖然受到限制，但仍能經受長時間的快速增強過程，在7月14日至15日的30小時內，風暴的中心氣壓下降70百帕。它在快速增強的最後階段，達到萨菲尔-辛普森飓风等级中最高的第五級，一分鐘平均風力260公里每小時的巔峰強度，與10月的颱風愛茜並列為該年颱風季中最強的熱帶氣旋。日本氣象廳此時給予其十分鐘平均風力估值185公里每小時，中心最低氣壓915百帕。至於皇家香港天文台給予的最高十分鐘平均風力估值及中心最低氣壓，則分別約為210公里每小時，及905百帕。中央氣象局更曾一度對它評定為強烈颱風，中心最低氣壓是920百帕。
戈登自從達到超級颱風門檻之後，就逐漸出現較北向量，並在生命期餘下時間保持大致西北偏西移動軌跡。它在15日較後時間以巔峰強度登陸呂宋北部，並在陸地上停留數小時，因地形摩擦關係，其結構受到破壞，中心氣壓在六小時內上升40百帕。它進入南海後仍保持著小型的颱風狀態，環流重新組織，7月17日發展出一隻大而破爛的風眼，不過強度卻繼續下降到颱風等級下限，中央氣象局同日對它降格為中度颱風。它到翌日在中國大陸廣東省陽江市陽西縣沙扒鎮登陸，美方、皇家香港天文台及中央氣象局，分別將其降格為熱帶風暴、強烈熱帶風暴及輕度颱風。經過電白縣、高州市、化州市、廉江市等地後，它橫過雷州半岛後短暫經過北部灣的溫暖淺水上，其對流結構增大兩倍，然而風暴持續減弱，並在當天較後時間登陸广西壮族自治区並迅速崩潰。7月19日，中央氣象局將其降格到熱帶低氣壓，皇家香港天文台宣告其在南宁市西南偏西70公里處減弱為一低壓區，而日本氣象廳同日發表其最後位置為廣西南部。

## 防災措施和影響

### 菲律賓
菲律賓當局已於7月16日將整個呂宋島的空中交通暫停，直到颱風遠離，並向菲律賓北部其中五個省發出了最高級別的三號風暴信號，同時又向大部分省份發布次等的警報。菲律賓海岸警衛隊下令呂宋島的所有船隻留在港口，直到風暴離去，同時敦促沿海居民要採取「極端預防措施」。7月16日，美國空軍的克拉克空軍基地所有活動均被取消，而應急救援和清理小組則處於待命狀態，而所有非必要人員則需留在家中。
戈登吹襲呂宋北部時估計最高一分鐘持續風速為260公里每小時，而當局回報的最高持續風速則是186公里每小時。位於呂宋西部聖費爾南多的美軍華萊士航空站，陣風達到126公里每小時；伴隨風暴而來的暴雨為呂宋造成大面積的洪水和山泥傾瀉，在克拉克空軍基地曾錄得747毫米的雨量。在東部卡加延河谷地區，風暴引致的山洪暴發令數千居民撤離到高地，當地的對外通路因山泥堵塞而受阻。往來碧瑤市主要道路被泥石封鎖，大部分地區都與周邊地區中斷聯繫。在西北部城市抱威，一座橋被洪水沖走，另狂風把一個公共市場的屋頂吹走。據該國紅十字會的資料，北伊羅戈省有近1.1萬人於7月16日晚上在避難所暫避。拉烏尼翁省三個城鎮因河堤決口而淹沒在洪水中，房屋遭到沒頂。
總括全國災情，颱風造成90人死亡、386人受傷、三人失蹤，另有8,845間房屋被吹毀，46,269間房屋遭損壞，估計有約12萬人無家可歸。颱風造成的經濟損失達13.6億披索（6,200萬美元），七個省因電力供應中斷而漆黑一片。呂宋北部的救援行動在7月18日開始。時任總統阿基諾夫人宣布五個省和三個城鎮進入災難狀態。馬尼拉氣象局表示，隨著熱帶風暴荷貝形成及移向琉球群島，其外圍環流帶來的大雨會影響救援工作。

### 臺灣
- 當地評定巔峰強度分級：（CWB）
- 當地評定最大持續風速：65每秒（126節；230每小時）（一分鐘）
- 當地評定中心最低氣壓：920百帕斯卡（27.17英寸汞柱）
- 當地發布之颱風警報：海上颱風警報

中央氣象局在7月15日早上9時35分為戈登發布海上颱風警報，到17日晚上9時20分解除警報。戈登沒有登陸臺灣，但風暴邊緣仍然影響巴士海峽和臺灣東南海域，故此需要發布警報，警告居民當地可能降下暴雨，並敦促他們採取預防措施以減少人命損失，最終沒有明顯災情。

### 香港
- 當地評定巔峰強度分級：（HKO）[註 5]
- 當地評定最大持續風速：215每小時（60每秒；116節）（十分鐘）
- 當地評定中心最低氣壓：905百帕斯卡（26.7英寸汞柱）
- 當地懸掛之最高熱帶氣旋警告信號： 八號東北烈風或暴風信號 /  八號東南烈風或暴風信號
- 最接近當地時間：1989年7月18日凌晨3時
- 最接近當地位置：天文台總部之西南偏南約190公里

皇家香港天文台在7月16日早上10時正懸掛一號戒備信號，當時戈登位於香港之東南約830公里，是極少數在香港800公里警戒範圍外發出一號戒備信號的熱帶氣旋之一，而下一次的已是25年後的颱風海鷗。隨着戈登移近華南沿岸，天文台在7月17日清晨4時45分改掛三號強風信號。風力在日出後開始增強，天文台於下午5時30分改掛八號東北烈風或暴風信號，再於翌日凌晨3時正改掛八號東南烈風或暴風信號。烈風在7月17日晚間至翌日清晨影響香港，戈登在7月18日凌晨3時左右最接近香港，當時位於天文台總部之西南偏南約190公里，天文台同時錄得最低瞬時海平面氣壓990.6百帕。隨着戈登繼續向西北偏西移動及登陸廣東省西部，天文台在同日早上9時10分改掛三號信號，最終在下午2時正除下所有信號。
戈登來襲期間，包含港澳飛翼船、珠江客運及香港小輪在內，往返澳門和中國大陸的所有渡輪均被暫停，全港亦受風暴影響需要停工停課，股市及金銀業貿易場暫時停市，原本繁忙的市面頓時陷入停滯。電台持續播放風暴消息，提醒市民採取措施以避免不必要之損失。除了地鐵、九廣鐵路和輕鐵能夠全日運作外，其餘陸上交通在7月17日晚上起停止服務，機場方面則有13班航機取消。政府開放78個庇護站，在低窪地區的數千人亦需撤離。同時駐港啹喀運輸兵團及皇家陸軍水運部，分別奉命運送在石崗機場和大鴉洲等地共約1.1萬名越南船民，到屯門和石鼓洲等安全地點暫住。而前者為防止帳幕倒塌造成傷亡，更出力協助把石崗機場內的帳幕暫時拆除，並在颱風過後為重新搭建。
戈登被天文台指為「五年來對香港最具威脅的颱風」，其吹襲期間，香港平均風力達烈風程度，陣風更達颶風程度，大老山曾錄得最高陣風192公里每小時，無數樹木和電線桿遭吹斷，不少窗戶被吹到破裂。颱風吹襲時正值漲潮，低窪地區曾出現1.36公尺風暴潮，大澳棚屋出現多年來罕見大水浸；大澳及大嶼山外海各有一人溺水喪命，另有31人遭高空掉下的物件或玻璃碎片擊到而受傷，其中六人需要住院。不過，在新界的農田及魚塘卻沒有受到損毀，加上中國大陸供港菜蔬很快全面恢復正常，因此食品價格無大變動。在天文台7月18日除下八號信號而改掛三號信號後，使到以為有半天颱風假的上班族，需要立刻趕搭交通工具，以致車站人頭湧湧，車上擠滿趕上班的人，部分人因非常狼狽而對天文台安排大感不滿。

#### 風暴前夕的預測
在香港天文台懸掛一號戒備信號之時，天文台雷達影像中曾有顯示戈登的預測路徑有可能直趨珠江口，在7月17日晚間至7月18日凌晨最接近香港時，會在以南約50公里處掠過，屆時其中心最高持續風速達到每小時130公里。預計香港海平面的風力達到暴風至颶風程度（即暗示不排除懸掛十號颶風信號的可能性），並且有可能對香港造成相當嚴重的破壞。後來在7月17日晚上的評估中修訂戈登的最新預測路徑較先前的偏西，由50公里改為100公里。最後在早上的最新預測路徑中，表示戈登會在7月18日凌晨在香港以南200公里處掠過，屆時香港普遍地區只達烈風以及間中達到暴風程度（即懸掛更高熱帶氣旋警告信號的可能性大大降低）。而最終戈登在香港西南190公里處掠過。

### 澳門
- 當地懸掛之最高熱帶氣旋信號： 九號風球
- 最接近當地位置：澳門以南120公里

7月18日戈登吹襲澳門期間，地球物理暨氣象台一度懸掛九號風球，是該年繼颱風布倫達後的第二個九號風球。颱風帶來的狂風將樹木連根拔起，不少窗戶破損，其帶來的還有卅年來僅見的大海潮，導致沿岸地區水深及腰。同時暴雨引發洪水氾濫，汽車和商店遭淹，境內六個賭場中有五個暫時關閉。澳氹大橋在風暴中一度受損需要維修。如上述所提，往返澳門和香港的所有渡輪曾被暫停，關於風暴所致的損失，《澳門日報》形容是「以百萬（澳門元）計」。

### 中國大陸
- 當地評定巔峰強度分級：（CMA）
- 當地評定最大持續風速：60每秒（120節；220每小時）（二分鐘）
- 當地評定中心最低氣壓：920百帕斯卡（27.17英寸汞柱）

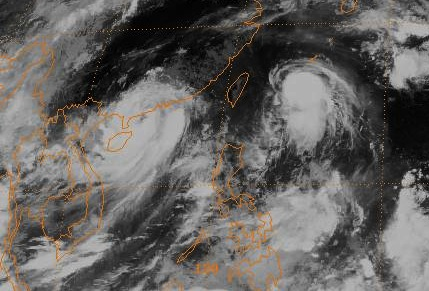
7月18日的颱風戈登（左）和熱帶風暴荷貝（右）的紅外線衛星圖像。當時戈登即將登陸華南，而荷貝則維持向西北移動趨向華東。

中國大陸國家防汛總指揮部指，該年「第八號颱風」（指戈登）會以「來勢猛、推進快」的形態吹襲廣東省等地方，並有大暴雨及其他災害性天氣，故預先要求沿海地區注意排澇防浪等措施。7月15日上午，廣東省氣象臺向省政府報告颱風將登陸該省中西部地區，並於預報中強調侵襲時將出現海潮並襲。省防汛指揮部、各級防汛機構及地方政府獲悉後便迅速進行防潮部屬，加固防守海堤，轉移約4萬人。而廣州市全市亦率先動員緊急部署防風抗災，時任廣州市長楊資元表示要爭取在颱風登陸前廿小時內，做好一切準備工作以保障生命財產安全，並要求各治安及軍事單位立即部署治安及搶險工作；市三防指揮部及各縣區則要求巡查水利設施及搶收農產品；至於汕頭市等地方就召開緊急會議，亦組織官員分赴農村協助民眾搶收，及到沿海指導民眾加固海堤。
該颱風於7月19日夏令時間下午三時在陽江市陽西縣沙扒鎮一帶登陸，風力達十二級，其中江門市台山縣上川島實測持續風力達每秒40米。廣東省三防指揮部表示，由於正值大潮，部分地區出現更嚴重的風暴潮，深圳市至陽江市的海潮水位普遍超過歷史最高水位0.19至0.63米，也導致沿海地區大約155公里海堤遭摧毀。珠海市因為暴雨和漲潮的緣故遭受大範圍洪水包圍，除了大壩和海堤被淹沒外，市區亦出現水浸，
斗門縣及西部開發區大部分地方水深達一公尺，對外交通中斷，白藤湖度假村同樣被洪水危及，全市大約有1.1萬人被迫在房屋屋頂上尋求救援。時任珠海市長梁廣大連日來帶領幹部和民眾，深入第一線抗洪救災，當地市委同樣參與。至於陽江市同樣受到洪水而來的廣泛破壞，全市大約有4.6萬間房屋被破壞或摧毀，另有總長252公里的高速公路路段和26座橋樑被沖毀。陽春市內有不少建築物被大風吹至倒塌，洪水還嚴重破壞一些基礎設施，摧毀22座橋樑，總長225公里道路路段遭浸水。廣州市即使做了防風準備，但仍受到風暴影響通訊中斷，部分地區因水浸緣故對外聯繫一度停止。全省估計有14萬公頃農田被淹。
此外，有24名漁民在南海海面因風暴受困，他們在海上漂流了24天，期間有14人喪生，隨後倖存者被救出。廣西壯族自治區部分地區也有大雨，但對農民來講卻是及時之雨。新華社事後報導，總括在整個華南地區，至少有200人死傷，經濟損失達12億元人民幣（3.19億美元）。據不完全統計，廣東省有30死、145傷，共有332萬人受災，房屋倒塌9848間，損壞房屋80654間，損壞及沉沒船隻536艘，全廣東省農業受災面積達24.67萬公頃，直接經濟損失11.13億元。

## 註腳
1. ↑  本文所有金額按當年幣值計算。
2. ↑  聯合颱風警報中心是美國海軍和美國空軍的聯合特遣部隊，負責向西太平洋和其他地區發布熱帶氣旋警報。[2]
3. ↑  包括日本氣象廳在內的全世界大部分區域專責氣象中心採用十分鐘持續風速衡量熱帶氣旋強度，但聯合颱風警報中心採用一分鐘持續風速，兩個數值的換算比約為1比1.14。[3]
4. ↑  聯合颱風警報中心不設強烈熱帶風暴等級，所有中心風力達88至117公里每小時的熱帶氣旋也只會視為熱帶風暴。
5. ↑  香港天文台於2009年起新增強颱風及超強颱風兩個等級，其中後者定義為中心最大持續風速為185公里每小時以上，在新等級制度下，其巔峰強度分級會是超強颱風。[25]

## 外部連結
- 1989年熱帶氣旋年刊 （页面存档备份，存于），皇家香港天文台
- 歷年天災的回顧 （页面存档备份，存于），香港天文台
- 1989年熱帶氣旋最佳路徑 （页面存档备份，存于），中國氣象局